# Erpocotyle microstoma
Erpocotyle microstoma är en plattmaskart. Erpocotyle microstoma ingår i släktet Erpocotyle och familjen Hexabothriidae. Inga underarter finns listade i Catalogue of Life.